# Цзоу Цзиньюань
Цзоу Цзиньюань (кит.: 邹敬园 Zou Jingyuan, нар. 3 січня 1998) — китайський гімнаст, який спеціалізується на виконанні вправ на брусах та кільцях. Олімпійський чемпіон на брусах у 2020 та 2024 роках. Триразовий чемпіон світу у вправах на брусах (2017, 2018 і 2022). Срібний призер на кільцях Олімпійських ігор 2024 та Чемпіонату світу 2022 року. Окрім цього, Цзиньюань у складі збірної Китаю виграв срібло на Олімпіаді 2024, бронзу на Олімпіаді 2020, золото на Чемпіонаті світу 2022 та 2018, а також бронзу Чемпіонату світу 2019 року. Чемпіон і призер Азійських ігор та чемпіонату Азії.

## Спортивна кар'єра
Був відібраний тренером завдяки фізичним даним до секції спортивної гімнастики у трирічному віці.
У складі національної збірної Китаю перебуває з 2012 року.

## Результати на турнірах
| Рік  | Змагання                         | КБ  | ІБ | Вільні вправи | Кінь | Кільця | Опорний стрибок | Паралельні бруси | Перекладина |
| ---- | -------------------------------- | --- | -- | ------------- | ---- | ------ | --------------- | ---------------- | ----------- |
| 2017 | Кубок світу в Мельбурні          |     |    |               | 2    | 1      |                 | 1                |             |
| 2017 | Кубок світу в Досі               |     |    |               | 7    | 3      |                 | 1                |             |
| 2017 | Чемпіонат Азії                   | 1   |    |               | 2    | 1      |                 | 1                |             |
| 2017 | Чемпіонат світу                  | Н/Д |    |               |      |        |                 | 1                |             |
| 2018 | Кубок світу в Досі               |     |    |               | 1    | 3      |                 | 1                |             |
| 2018 | Азійські ігри                    | 1   |    |               | 2    |        |                 | 1                |             |
| 2018 | Чемпіонат світу                  | 1   |    |               |      |        |                 | 1                |             |
| 2019 | Кубок світу в Досі               |     |    |               | 7    |        |                 | 1                |             |
| 2019 | Кубок світу в Чжаоцін            |     |    |               | 1    |        |                 | 1                |             |
| 2019 | Чемпіонат світу                  | 2   |    |               | 4    |        |                 |                  |             |
| 2020 | Чемпіонат Китаю                  |     |    |               | 1    |        |                 | 2                |             |
| 2021 | Чемпіонат Китаю                  | 8   | 5  |               |      |        |                 | 1                |             |
| 2021 | Олімпійське випробовування Китаю |     |    |               | 1    | 3      |                 | 1                |             |
| 2021 | Олімпійські ігри                 | 3   |    |               |      |        |                 | 1                |             |
| 2022 | Чемпіонат Китаю                  |     |    |               |      | 2      |                 |                  |             |
| 2022 | Чемпіонат світу                  | 1   |    |               |      | 2      |                 | 1                |             |
| 2023 | Універсіада                      | 1   |    |               | 8    | 2      |                 | 1                |             |
| 2024 | Олімпійські ігри                 | 2   |    |               |      | 2      |                 | 1                |             |